# Новогафарово
Новогафарово — село в Саракташском районе Оренбургской области в составе  Жёлтинского сельсовета. 

## География
Находитсяи на правом берегу реки Сакмара на расстоянии примерно 28 километров по прямой на юго-восток от районного центра поселка Саракташ.

## История
Основано в 1873 году татарскими переселенцами из Казанской губернии.         

## Население
Население составляло 268 человек в 2002 году (татары 87%), 253 по переписи 2010 года.